# Nicoló Filippo Rosso
Nicoló Filippo Rosso (1985) es un fotógrafo documental independiente italiano.

## Biografía
Nicoló Filoppo Rosso está radicado en Bogotá, Colombia.
En 2011 comienza su carrera como fotógrafo documentalista al mudarse a la región de Putumayo, en la cuenca del Amazonas.
Su trabajo documental inició formalmente en 2016. Comenzó retratando el impacto que tiene en la tierra de la península de La Guajira en Colombia, la minería de carbón. Su serie, "Olvidado en el polvo" se ha expuesto en todo el mundo y ha sido publicada en numerosas revistas.
Más tarde documentó la migración de venezolanos que cruzan la frontera con Colombia en tránsito hacia otros países latinoamericanos.
Su obra ha recibido varios premios, destacan el World Press Photo en 2020 y el Premio W. Eugene Smith en 2021.
Su trabajo tiende a concentrarse en proyectos a largo plazo que han sido auspiciados por medios de prestigio como Bloomberg News, The Washington Post, BusinessWeek, Le Point, Der Spiegel, Vice, Internazionale  y de ONGs internacionales como Americares y Catholic Relief Services (CRS).

## Exposiciones
- 2020: “Éxodos", festival Visa pour l'Image, Perpiñán,[7] [8]
- 2022: “Éxodos", Gobelins, París, del 22 de marzo al 1 de abril de 2022.

## Premios y reconocimientos
Lista no exhaustiva
- 2020: World Press Photo, Temas Contemporáneos, Historias, 3 premio, por “éxodo",[9] [3]
- 2020: Premio UNICEF a la Foto del Año, mención honorífica por “Colombia: huyendo de Venezuela" [10]
- 2021: Precio W. Eugenio Smith [4]
- 2021: Premio ANI-PixTrakk por su serie “Éxodos", presentado en el festival Visa pour l’Image, Perpiñán [7]
- 2021: Finalista del Premio Leica Oskar Barnack por su serie “Olvidado en el polvo" [2]